# Cyrtandra trichophylla
Cyrtandra trichophylla är en tvåhjärtbladig växtart som beskrevs av Albert Charles Smith. Cyrtandra trichophylla ingår i släktet Cyrtandra och familjen Gesneriaceae. Inga underarter finns listade i Catalogue of Life.